# Hogeschool van Amsterdam
De Hogeschool van Amsterdam (HvA) is een onderwijsinstelling voor hoger onderwijs in Nederland gevestigd in Amsterdam. Naast het aanbod van regulier hoger onderwijs, heeft deze hogeschool ook een brede lectorenkring, die praktijkgericht onderzoek uitvoert voor het onderwijs en in samenwerking met maatschappelijke organisaties en bedrijven in de regio.

## Geschiedenis
De Hogeschool van Amsterdam komt voort uit veel opleidingsinstituten waarvan enkele al heel lang gevestigd zijn in Amsterdam. Voorbeelden zijn:
- De Kweekschool voor de Zeevaart (1785)
- De Openbare Handelsschool (1867)
- De Hogere Technische School Amsterdam (1895)
- Sociale Academie Karthuizer te Amsterdam (1899)
- Academie voor Fysiotherapie Jan van Essen
- Gemeentelijke PABO te Amsterdam
- Gemeentelijke Opleidingsschool voor Kleuterleidsters bij het Montessori-onderwijs te Amsterdam
- Instituut voor Confectie 'Mr. Koetsier' te Amsterdam
- Frederik Muller Akademie te Amsterdam
- Hogeschool voor Economische Studies (HES)

De Hogeschool van Amsterdam zoals die nu is, ontstond in 1993 na een fusie van de Algemene Hogeschool Amsterdam en de Hogeschool van Amsterdam.
Tot 2010 had de hogeschool nog enkele nevenlocaties in Almere. Dit waren:
- Pabo Almere (aan de Landdroststraat, eveneens voor de opleiding 'Ondernemen, Innovatie en Techniek')
- WTC Alnovum (aan de P.J. Oudweg voor het Instituut voor Information Engineering)

Deze opleidingen worden nu door hogeschool Windesheim Flevoland aangeboden.

### Samenwerking UvA
De HvA werkte van 2000 tot en met 2016 samen met de Universiteit van Amsterdam (UvA). Bij deze samenwerking werd gestreefd naar overstapmogelijkheden (voor studenten van beide instellingen) en op elkaar aansluitende onderwijsprogramma’s. De UvA en de HvA werden sinds 1 september 2003 zelfs meer dan een decennium bestuurd door een gezamenlijk college van bestuur. In 2016 werd de samenwerking in twee rapporten geëvalueerd. De samenwerking werd per 2017 verbroken, omdat die niet de verwachte voordelen had opgeleverd. De samenwerking en gedeeltelijke fusie van de facilitaire diensten wordt gecontinueerd.

## Locaties
De hogeschool is gevestigd op verschillende plekken in Amsterdam:
- Amstelcampus (Clustering van vier van de zeven faculteiten aan de kop van de Wibautstraat bij de kruising met de Mauritskade)
- Corry Tendeloohuis (Faculteit Business en Economie nabij het station Amsterdam Bijlmer ArenA)
- Tafelbergweg (Faculteit Gezondheid naast het Academisch Medisch Centrum)
- Dr. Meurerlaan (Faculteit Bewegen, Sport en Voeding gelegen in Amsterdam-Osdorp)

### Amstelcampus
De Amstelcampus is een open stadscampus aan de Wibautstraat. Naast de onderwijslocaties zijn er studentenwoningen, horeca, sportvoorzieningen, parkeergarages en openbare pleinen.
De Amstelcampus bestaat uit verschillende gebouwen. De oude Amstelbrouwerij aan de Mauritskade, een rijksmonument, is in 2007 geschikt gemaakt voor onderwijs en vormt de thuisbasis van AMFI, het Amsterdam Fashion Institute, de mode-opleidingen van de HvA. Het kreeg een nieuwe naam, het Koetsier-Montaignehuis. Het Singelgrachtgebouw, voorheen bekend als kantoorgebouw van de Sociale Verzekeringsbank is gerenoveerd en in 2014 aangemerkt als gemeentelijk monument. Dit gebouw met de nieuwe naam, het Benno Premselahuis, aan het Rhijnspoorplein is sinds de zomer van 2007 in gebruik. Een aantal opleidingen van de Faculteit Digitale Media en Creatieve Industrie wordt hier gegeven. Het oude belastingskantoor, omgedoopt tot het Kohnstammhuis, is in september 2011 in gebruik genomen voor de faculteit Onderwijs & Opvoeding. Ook de aangebouwde Mauritsvleugel, die qua bouwstijl sterk contrasteert, is gerenoveerd en omgedoopt tot Theo Thijssenhuis. Naast het Kohnstammhof zijn aan de Eerste Boerhaavestraat 60 studentenwoningen gebouwd.
Op de plek van het oude Wibautgebouw zijn na de sloop twee nieuwe onderwijsgebouwen gerealiseerd. Het Muller-Lulofshuis en het Wibauthuis. Achter het Wibauthuis, aan de Van Musschenbroekstraat zijn 60 studentenwoningen gerealiseerd. Het sluitstuk van de Amstelcampus is het Jakoba Mulderhuis. De bouw is gestart in 2019. Vanaf september 2022 heeft de faculteit Techniek hier de deuren geopend.

## Medezeggenschap
De HvA heeft een Centrale Medezeggenschapsraad (CMR) en acht deelraden. In de raden worden de studenten en medewerkers vertegenwoordigd op individuele basis. De CMR heeft 24 zetels; 12 voor studenten, 12 voor medewerkers. Hoeveel zetels er in een deelraad zitten hangt af van het aantal studenten dat een faculteit heeft. Verder heeft elke opleiding of groep van opleidingen een opleidingscommissie (OC).

## Trivia
- Het logo van de Hogeschool van Amsterdam stelt de rivier de Amstel voor met een bruggetje er over. Deze brug staat zowel voor de facilitering van studenten bij hun bereiken van een hoger professioneel competentieniveau, als de bruggen die de HvA wil slaan tussen regio, bedrijfsleven, overheid en onderwijs.
- De Hogeschool van Amsterdam heeft meer dan 200 topsporters onder haar studenten.
- In de periode 2003-2005 was de hogeschool betrokken bij de zogenaamde hbo-fraude.